# Jenny Lindh
Jenny Lindh, född 1979 i Uppsala, är en svensk bibliotekarie och skribent.
Lindh arbetar på Kulturbiblioteket i Kulturhuset i centrala Stockholm. Hon svarar också på läsarfrågor i Dagens Nyheter. År 2012 tilldelades hon Kulturpriset till Adam Brombergs minne. Hon fick priset för sin Fråga bibliotekarien-spalt i Dagens Nyheter. Juryns motivering: Med sina rappa och originella texter i DN:s bokbilaga sänker Jenny Lindh tröskeln till läsandet och litteraturen och visar hur hon som bibliotekarie på ett annorlunda och underhållande sätt kan locka till läsglädje.
Jenny Lindh har deltagit i SVTs TV-program Kulturfrågan Kontrapunkt under flera säsonger, och stod som segrare efter säsong 4. 
Hon har även medverkat i SVT:s program Babel. Från 2017 var hon krönikör i tidskriften Fokus. Hon har vidare en bokspalt i M-magasin.